# Bélandre

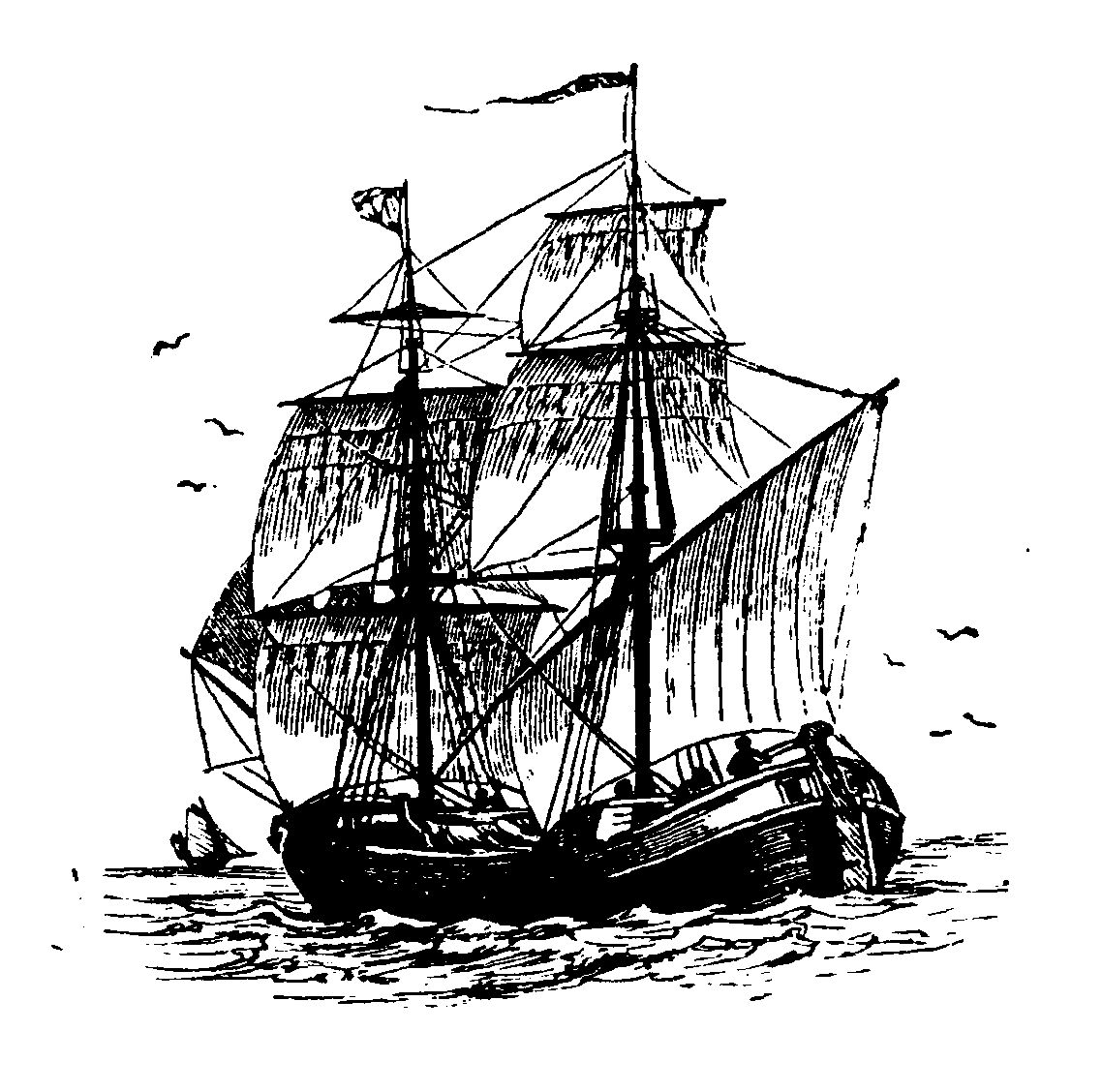
Bélandre néerlandaise en 1905.

Plan de voile d'une bélandre.

Une bélandre (aussi écrit bélande ou balandre) est un type de petit navire de charge marchand à un mât repliable ou deux mâts, avec ou sans ailes de dérive,. Ces types de bateau, utilisés le long des côtes et dans les eaux intérieures, sont très répandus au XVIIIe siècle en Europe, et principalement utilisés aux Pays-Bas,.

## Historique
Mentionné dès le début du XVIIe siècle comme un bateau à fond-plat, une bélandre était probablement quelque peu différente au XVIIIe siècle, ne serait-ce que parce qu'elle naviguait au moyen de deux voiles. Le mot « bélandre » (billander ou bilander en anglais) vient du néerlandais bij lander, bij signifiant « à proximité de » et land, « la terre ».

## Description
Ce type de navire était de taille modeste (déplacement de 100 t environ). Plusieurs formes de gréement existent :
- Le deux-mâts à voile carrée, proche du brick (la bélandre constitue un précurseur des bricks[4]) ou d'un senau[3], il diffère de ces derniers par la grand-voile constituée d'une grande voile latine qui caractérise ce type de voilier.
- Une autre forme, proche d'un heu ou d'un sloop[3], présente un mât repliable, portant une voile aurique et un foc, une coque à fond plat et des ailes de dérive spécifiques aux bateaux fluviaux[1].

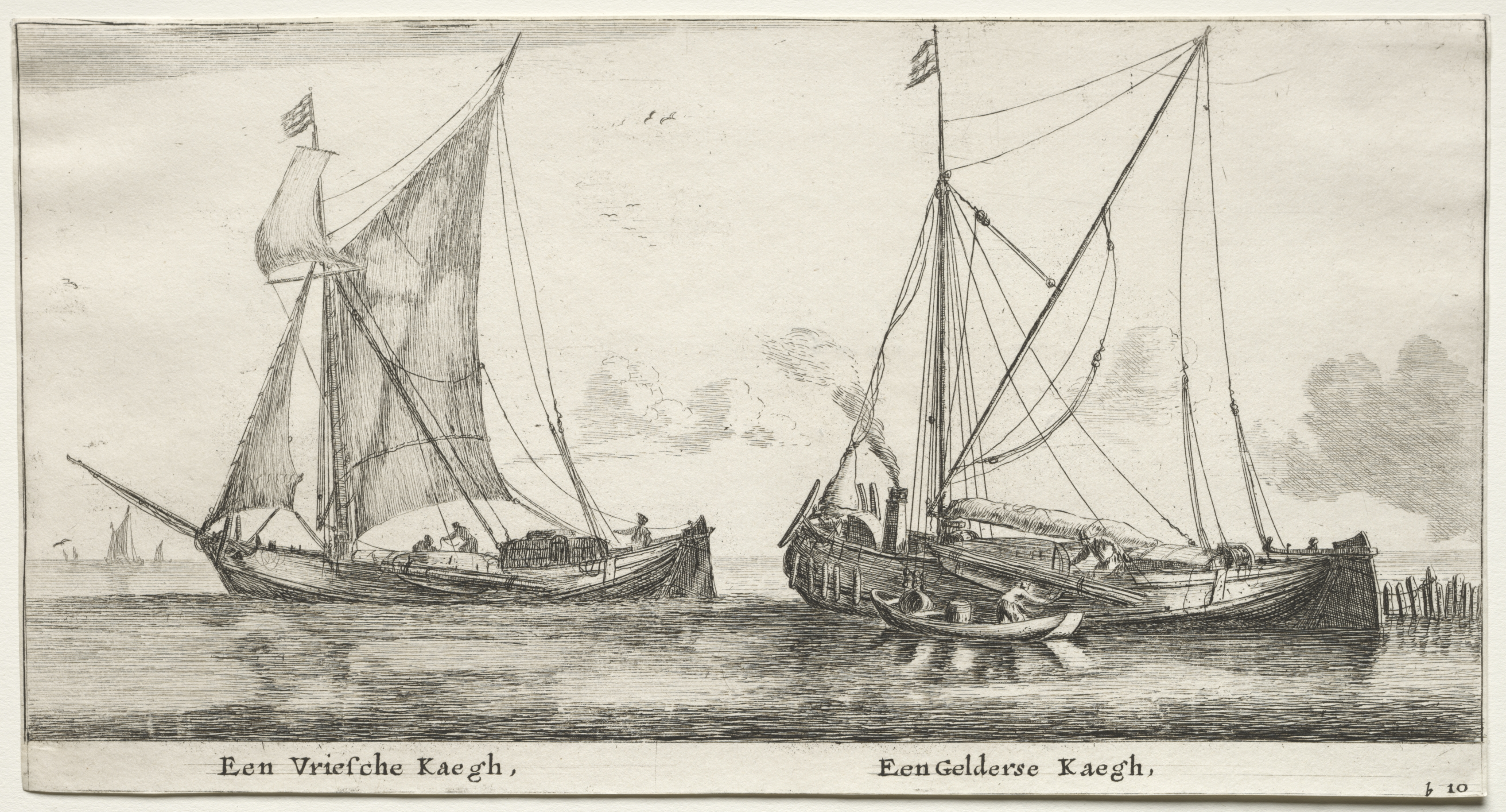
Bélandres à un mât, proches d'un heu ou d'un sloop, à Amsterdam au XVIIIe siècle.
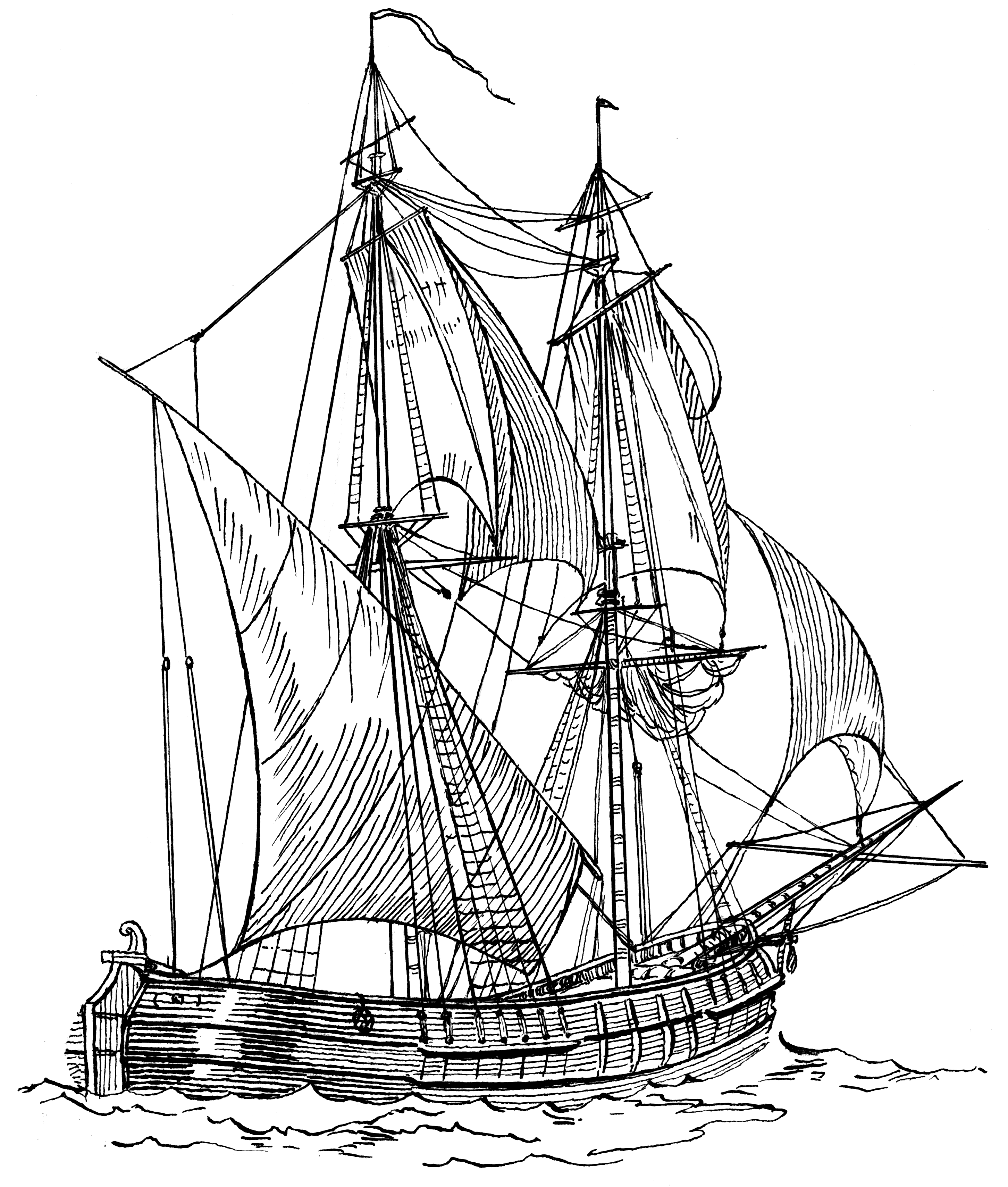
Une bélandre à deux mâts proche d'un senau ou d'un brick.

## Usage et répartition géographique
La bélandre est utilisée sur les côtes et les eaux intérieures des Pays-Bas,, de la Mer du Nord, de la Manche, de l'Atlantique et en Méditerranée comme navire de charge marchand. En Angleterre, l'utilisation de la bélandre peut remonter au règne de la reine Elizabeth. Ces navires n'étaient pas conçus pour la haute mer, même si certains types de ces navires ont pu effectuer de grands voyages intercontinentaux : on sait qu'au moins une bélandre, l'Oliver, a traversé l'Atlantique.
Le terme a également été utilisé pour désigner des bateaux corsaires.